# Senyera

Grundform der Senyera

Senyera (katalanisch) bzw. Señera (spanisch) ist die Bezeichnung für die historische Flagge der Krone von Aragón (vier rote Balken auf gelbem bzw. goldenem Untergrund) und für die auf diesem Grundmuster beruhenden modernen Varianten, die heute unter anderem von den Autonomen Gemeinschaften Katalonien, Aragonien, Valencia und Balearen geführt werden. Die Farbenabfolge der senyera wird auch als Barras de Aragón bezeichnet.

## Begriffsklärung
Das katalanische Wort senyera steht pauschal für Flagge oder Fahne. Wenn damit die Flagge eines anderen Staates gemeint ist, wird das Wort um ein entsprechendes Attribut ergänzt – zum Beispiel: senyera d'Alemanya = Flagge von Deutschland. Wird das Wort senyera jedoch ohne Attribut verwendet, ist nahezu automatisch die historische Flagge bzw. eine ihrer heute verwendeten Varianten gemeint. Es handelt sich also um eine Antonomasie.

## Geschichte

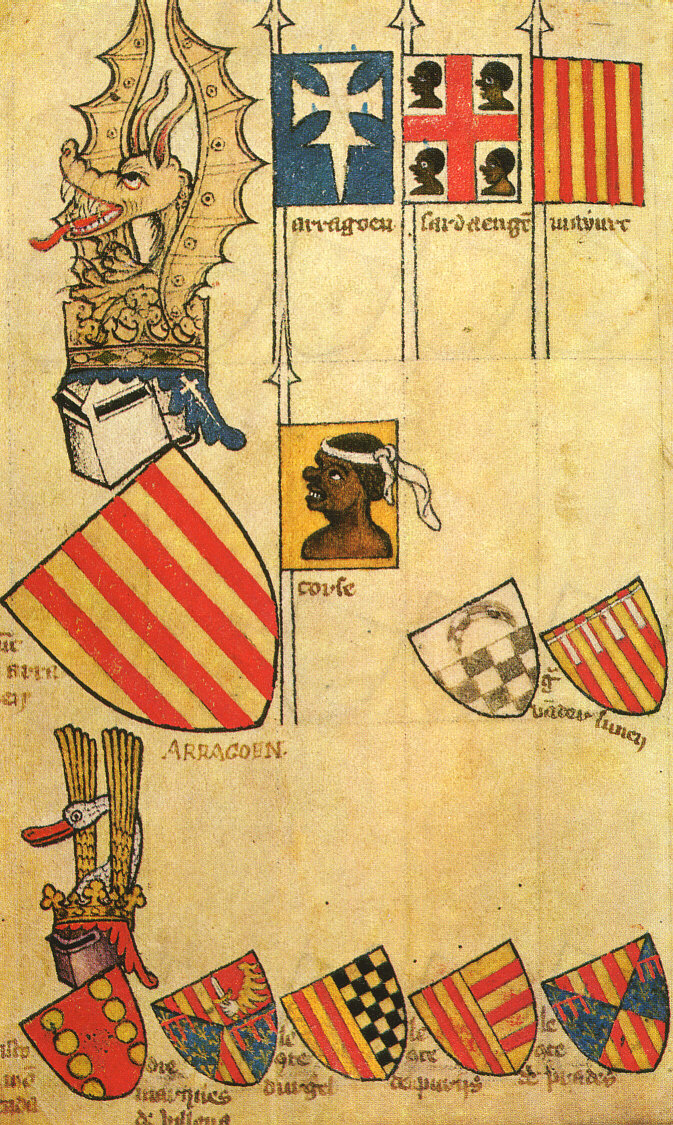
Die Señal Real im Armorial Gelre (14. Jh.)

Gesichert ist, dass die Senyera auf das von den Herrschern der Krone von Aragón seit dem 12. Jahrhundert geführte Wappen (vier rote Pfähle auf goldenem Grund), die Señal Real, zurückgeht.

### Die Legende von Wilfried I.
Nach einer Legende ist der Ursprung der vier roten Streifen auf goldenem Grund der Folgende: Der Graf von Barcelona Wilfried I. (Wilfried der Haarige, 840–897) habe dem fränkischen König Karl dem Kahlen (823–877) in einer Schlacht gegen die Normannen beigestanden. Schon vorher habe der Graf den König mehrfach gebeten, ein Wappen führen zu dürfen. Nach der Schlacht sei Karl der Kahle in das Zelt des verwundeten Grafen Wilfried gekommen, habe eine Hand in eine Wunde des Grafen gelegt, mit vier Fingern mit dessen Blut vier Streifen auf das goldfarbene Schild des Grafen gezeichnet und in Anerkennung seiner Leistungen in der Schlacht ausgesprochen: "Dies sei fortan dein Wappen, Graf."
Diese vermeintliche Begebenheit wird erstmals in Chroniken aus dem 15. Jahrhundert erwähnt und die Erzählung wurde von vielen Autoren als Tatsache übernommen. Heute besteht Einigkeit, dass es sich um eine nicht belegte Legende handelt, insbesondere weil die Verwendung von Wappen in Europa erst im Laufe des 12. Jahrhunderts (also drei Jahrhunderte nach Karl dem Kahlen und Wilfried dem Haarigen) in Gebrauch kam.

### Erste Darstellungen

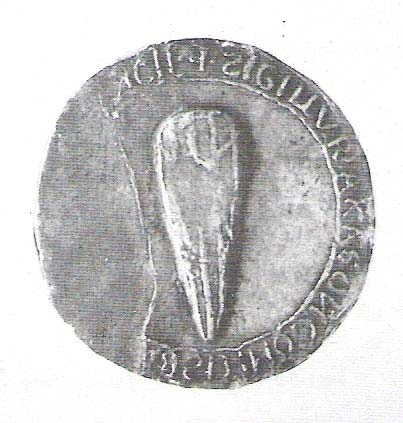
Das Siegel von Millau (1187)

Als erster Nachweis der Señal Real gilt ein Reitersiegel von Raimund Berengar IV. aus dem Jahr 1150, auf dem der Reiter ein Schild mit senkrechten Streifen führt. Die früheste bekannte Darstellung, bei der nur das Wappen (also ohne eine mitabgebildete Person) gezeigt wird, ist das Siegel von Millau (1187) aus der Regierungszeit Alfons II.

### Ursprung
Mit der Heirat von Petronella von Aragon mit Raimund Berengar IV. von Barcelona kam es 1150 zur dynastischen Vereinigung der Häuser von Aragon und Barcelona, mit der die Krone von Aragon begründet wurde. Die ersten Darstellungen des Señal Real stammen aus dieser Zeit. Nicht geklärt ist, ob die Señal Real im Ursprung auf das Haus Aragon oder das Geschlecht der Grafen von Barcelona zurückgeht, ob sie also aragonesischer oder katalanischer Herkunft ist. Die Diskussion hierüber ist bisweilen auch politisch gefärbt.

### Weitere Entwicklung
Zu Beginn noch ein Familienwappen standen die Señal Real und die aus ihr hervorgegangene Senyera bald für alle Territorien der Krone Aragons, deren Herrschaftsgebiet zeitweise weite Teile des westlichen Mittelmeerraums (Valencia, Balearen, Korsika, Sardinien, Sizilien, Süditalien, Gebiete in Südfrankreich) umfasste. Heute basieren die offiziellen Flaggen und Wappen zahlreicher Territorien auf der senyera, wie die von Katalonien, Aragonien, der Balearischen Inseln, der Region Valencia sowie weiteren Provinzen, Regionen, wie beispielsweise im südfranzösischen Roussillon. Außerdem ist die senyera auf den Wappen Andorras und zahlreicher Städte abgebildet, und man findet sie in den Kragen der Trikots des FC Barcelona eingearbeitet. Ebenfalls basieren einige inoffizielle Flaggen auf der senyera, wie etwa die estelada, die von Verfechtern der katalanischen Unabhängigkeit gebraucht wird.
Unter der Diktatur Primo de Riveras (1923–1930) und auch später unter derjenigen Francos (1939–1975) war die Verwendung der senyera als katalanisches Nationalsymbol verboten. Die senyera wurde so zum Symbol des politischen Widerstands gegen das franquistische Regime.

## Bedeutung
Die senyera ist heute eines der wichtigsten Symbole, mit der die Katalanen ihre Eigenständigkeit gegenüber dem Rest Spaniens manifestieren. Dies bezieht sich auf den katalanischen Nationalstolz sowie auf die Beibehaltung bzw. Ausdehnung der regionalen Autonomie und Autarkie innerhalb des spanischen Staates bis hin zur völligen Unabhängigkeit vom spanischen Staat. In allen katalanischen Städten und Gemeinden sind deshalb zahllose Fenster und Balkone permanent mit der senyera oder einer ihrer Abwandlungen geschmückt – vor allem mit der estelada.

## Varianten
Einige Varianten der senyera:

Aragonien
Balearische Inseln
Mallorca
Ibiza
Menorca
Formentera
Barcelona (Provinz)
Barcelona (Stadt)
Katalonien
Okzitanien
Provence-Alpes-Côte d’Azur
Region Valencia (ehemalig)
Flagge der Stadt Valencia und Region Valencia
Provinz Reggio Calabria
Estelada der Katalanischen Nationalisten (Estelada Blava)
Estelada der Katalanischen Linken (Estelada Vermella oder Groga)
Valencianische Nationalisten